# Solid State Survivor
Albums de Yellow Magic Orchestra
Yellow Magic Orchestra
(1978) Public Pressure
(1980)
Singles
1. Technopolis
Sortie : 25 octobre 1979
2. Rydeen
Sortie : 21 juin 1980
3. Behind the Mask
Sortie : août 1980

Solid State Survivor est le second album studio du groupe de synthpop japonais Yellow Magic Orchestra, sorti en 1979. Bien que l'album n'a pas été publié aux États-Unis, la plupart des titres furent compilées pour l'EP X∞Multiplies (en), y compris Behind the Mask, Rydeen, Day Tripper et Technopolis.
L'album est un exemple du tout nouveau style synthpop, un genre que le groupe consolide en tant que pionnier avec leur premier album éponyme, sorti l'année précédente et a contribué au développement de la techno. L'album s'est vendu à deux millions d'exemplaires dans le monde.

## Liste des titres
| 1. | Technopolis        | Ryuichi Sakamoto   | 4:14 |
| 2. | Absolute Ego Dance | Haruomi Hosono     | 4:37 |
| 3. | Rydeen             | Yukihiro Takahashi | 4:26 |
| 4. | Castalia           | Sakamoto           | 3:31 |

| 1. | Behind the Mask      | Sakamoto         | Chris Mosdell    | 3:36 |
| 2. | Day Tripper          | Lennon/McCartney | Lennon/McCartney | 2:40 |
| 3. | Insomnia             | Hosono           | Chris Mosdell    | 4:57 |
| 4. | Solid State Survivor | Takahashi        | Chris Mosdell    | 3:58 |

## Classement
| Classement (1979) | Meilleure place |
| ----------------- | --------------- |
| Japon (Oricon)    | 1               |